# Ceratophrys aurita
Ceratophrys aurita är en groddjursart som först beskrevs av Giuseppe Raddi 1823.  Ceratophrys aurita ingår i släktet Ceratophrys och familjen Ceratophryidae. IUCN kategoriserar arten globalt som livskraftig. Inga underarter finns listade i Catalogue of Life.